# Aacheni dóm

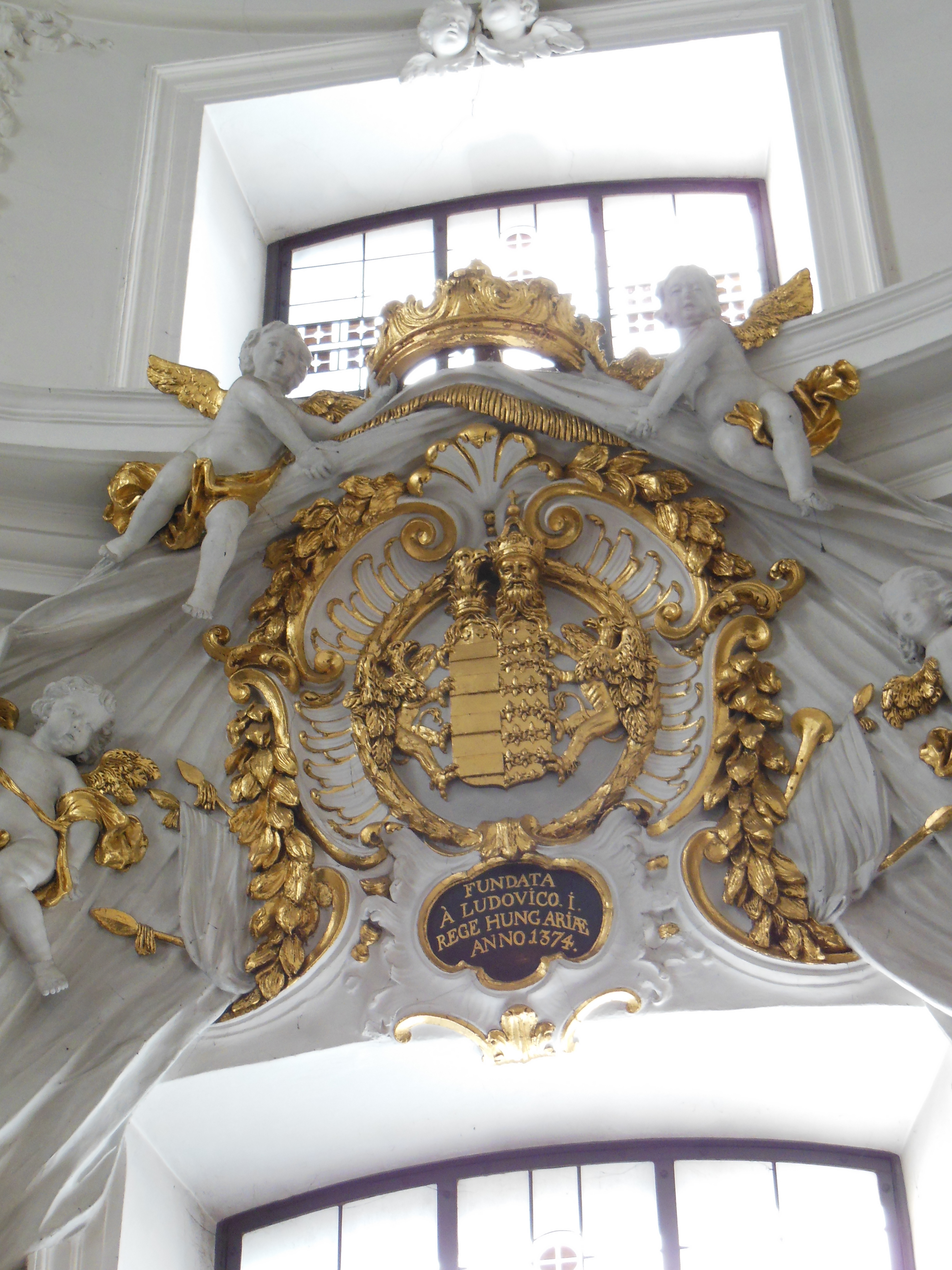
I. Nagy Lajos (Ludovico) magyar király neve olvasható a feliraton

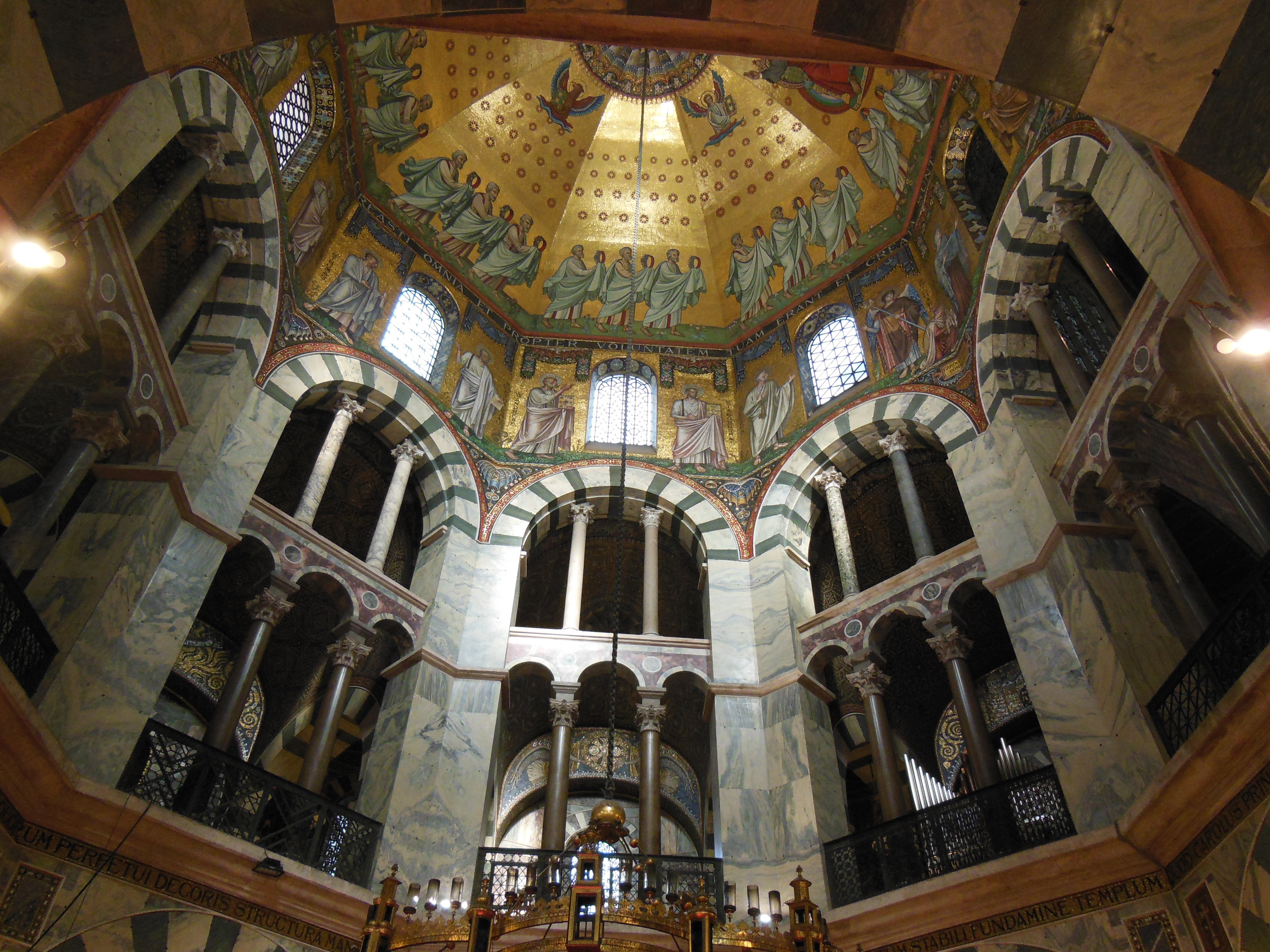
A kupola oktogon alapú tere

Az aacheni dóm (németül: Aachener Dom, Hoher Dom zu Aachen, Aachener Münster, Aachener Marienkirche) egyike a császári katedrálisoknak, Észak-Európa legrégebbi főszékesegyháza.

## Időrendi adatok
Aachen 800-ban lett Nagy Károly frank király székhelye. Elkezdődött a kápolna építése egy római fürdő helyén. Az Oktogont római településekről (Róma, Ravenna, Trier, Köln) származó oszlopokkal és márványpadlókkal díszítették, kívülről vörösre vakolták. Az építés öt évig tartott. A mű elkészültekor III. Leó pápa felszentelte a kápolnát. 814-ben Károlyt a Pfalz-kápolnában temették el, a pontos helyet már nem lehet azonosítani.
I. Ottó német-római császárt 936-ban koronázták meg a kápolnában. 997-től III. Ottó elindította a Pfalz-kápolna falainak kifestését. 1002-ben az Oktogonban temették el. I. Henrik adományozta a szószéket, Barbarossa Frigyes pedig a csillárt. 1187 és 1193 között elkezdték építeni a román stílusú kolostorépületet. 1240–1250 körül az Oktogon oromzatát építették, a nyugati fülke ablakait is elkezdték, és az építmény fehér vakolatot kapott (talán már 1187–1193 táján).
1350 körül a nyugati tornyot kiépítették gótikus formákkal, magas piramissal és szegélytornyocskákkal, és összekapcsolták az Oktogonnal az ereklyék bemutatása miatt. 1355–1414 között megépült a kórus, egyidejűleg a Mátyás-kápolna építésével. Néhány év múlva a kórus pillérének alakjai a kórus csarnokában baumbergi homokkőből épültek.

1367-ben elkészült gótikus stílusban Nagy Lajos adománya, a magyar kápolna. 
1429-ben az átrium kettős portálja letört. 1449-ben befejezték az Anna-kápolnát. 1456–1474 között a kétemeletes Károly- és Hubertus-kápolna is elkészült. 1487-ig a Miklós-kápolna építését is befejezték. Terveztek további gótikus kápolnákat is, de ezek nem valósultak meg.
A városban 1656-ban tűzvész pusztított, ami hatalmas károkat okozott, a dóm teteje is megsemmisült. Nyolc év múlva elkészült az új tető az Oktogonra és kórusra. 1719 és 1733 között barokkosították a dómot és kifestették a boltíveket. 1748-ban újjáépítették a magyar kápolnát. 1788-ban építették a nyugati homlokzat előtti kapuzatot, ennek során a karoling bronzkapukat lecserélték. Hat év múlva a franciák megszállták a várost, az oszlopokat kiemelték és Párizsba szállították (néhány ma is a Louvre-ban van).
Aachent 1814-ben megszerezték a poroszok. 1832-ben újraépítési munkák kezdődtek. 1843-ban megtörtént a részben visszahozott oszlopok ismételt beépítése (28 darab) is, több oszlopot felújítottak. Négy év múlva megalapították a Károly-egyesületet (Karlsverein). 1849–1861 között rendbe hozták a kóruscsarnokot és berendezéseit, a mérműveket helyreállították. 1857 és 1868 között az Anna-kápolnát, a Mátyás-kápolnát és a Károly- és Hubertus-kápolnát is rendbe hozták. 1869–1873 között a barokk díszítéseket és a külső vakolatot eltávolították, és 1871-ig az oromzatot teljesen újjáépítették, csak a kórusnak maradt meg a középkori oromzata. 1879 és 1884 között kiépítették a nyugati tornyot neogótikusan, igazodva a gótikus állapothoz. 1879–1881 között megkezdődött a kupola mozaikdíszítése a belga Béthune tervei alapján, a kivitelezéssel a velencei Antonio Salviatist bízták meg.
1896 és 1902 között a körfolyosókat márvánnyal borították le és mozaikkal díszítették; a terveket a hannoveri Schapers készítette, a kivitelezés a Puhl & Wagner cég munkája. 1913-ban a márványpadló került az Oktogonba és a körfolyosókra. 2006-ban befejeződött a 20 évig tartó külső renoválás.

## Leírás

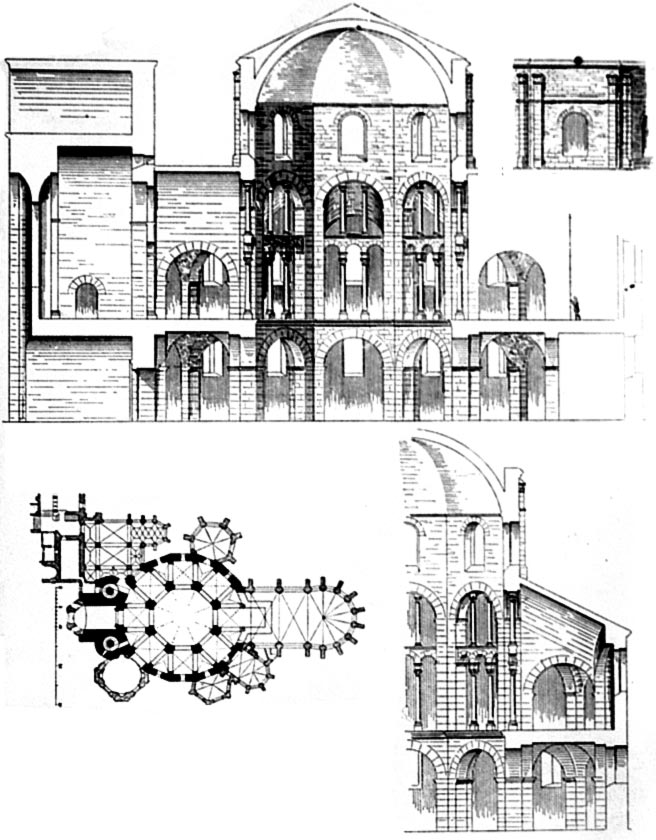
Alaprajz és metszeti rajz

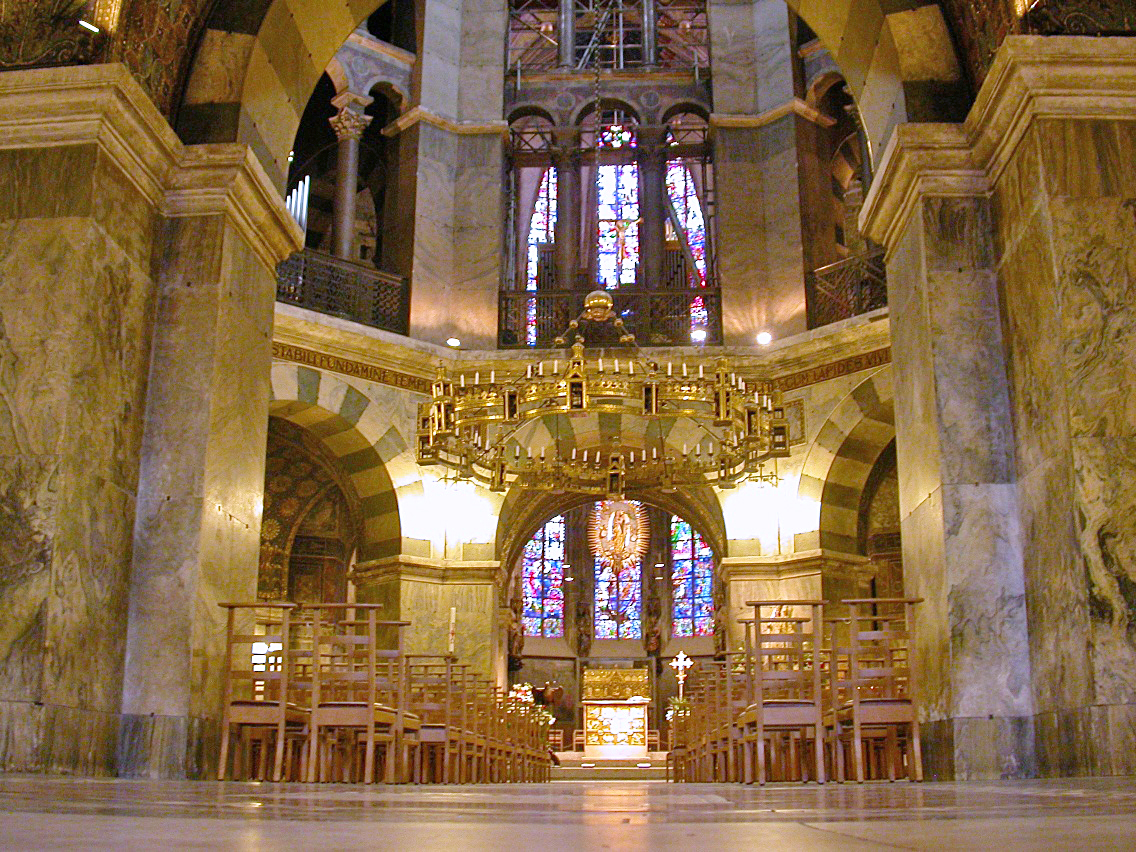
A központi épület

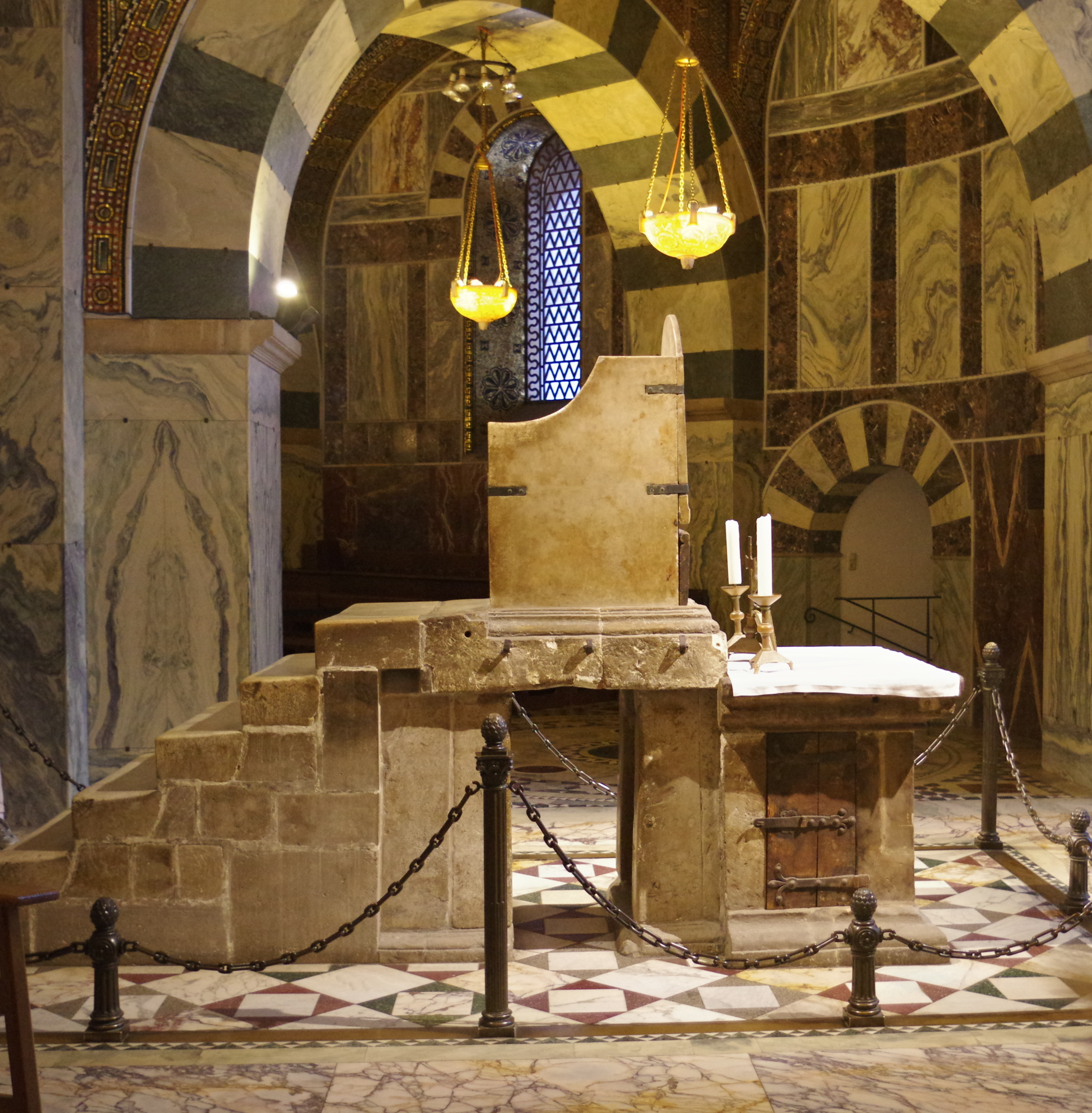
A királyi trón

A belső Oktogont erős pillérek alkotják, ezekre támaszkodik a nyolcszögletű boltív, amely befedi a belső teret. A belső nyolcszög körül fut egy tizenhat oldalú alacsony boltíves körfolyosó, amely felett egy magas galéria található. Ezt ferdén elhelyezkedő boltívek fedik és belülről bronzrácsok zárják le. A galéria íve felett egy nyolcszögű Tambour található ablaknyílásokkal, ezen nyugszik a kupola íve.
Az ókori oszlopok, amelyek a galéria nyílásai közti teret díszítik,  többnyire Itáliából származnak. Valószínűleg a 8. század végén Nagy Károly hozatta őket ökrös szekereken Rómából, Ravennából, esetleg Kölnből is. Ma már kevés antik oszlop látható, mivel a Rajna-vidék francia megszállása alatt ezeket Párizsba szállították. Néhány oszlop 1815 körül visszakerült Aachenbe, de ezeket csak az 1840-es években építették be ismét.
Ezt az Oktogont a 8. század utolsó évtizedében kezdték építeni, bizánci minta alapján. Az építő a frank Odo von Metz volt, de sok római és bizánci kézműves dolgozott az építkezésen.
Különösen hatásos az épület harmóniája. A bibliai mértékeken alapul (50, 100 és 12-szer 12=144), de felhasználja a Vitruvius-féle ókori építészeti elméletet is. Az Oktogonban található egy kör alakú csillár, az úgynevezett Barbarossa-csillár, amelyet I. Frigyes német-római császár és felesége, Beatrix adományozott a dómnak. A csillár 48 gyertyáját a nagy egyházi ünnepek alkalmával szokták felgyújtani.
A gótikus kórust 1355 és 1414 között építették. A 25 méter hosszú, 13 méter széles és 32 méter magas kórus, a több mint 1000 négyzetméternyi üvegfelülettel valódi üvegház.
Az Oktogontól nyugatra található egy harangtorony, amelyet kőhíd köt össze az Oktogonnal, és két kerek lépcsőtorony szegélyezi.
Nagy Károly és III. Ottó az aacheni dómban vannak eltemetve. Nagy Károly csontjait egy arany ereklyetartóban őrzik; ez a középkori mestermunka a kórus csarnokában található.
1238 óta Aachen a zarándokok célpontja volt az itt található ereklyék miatt: Krisztus pólyája és ágyékkötője, Szűz Mária ruhája, illetve Keresztelő Szent János lefejezéskor használt kendője. 1349 óta csak hétévenként van búcsújárás.
A második világháborúban az aacheni belvárossal a dóm is ki volt téve az angol légierő csapásainak. Súlyosan károsodott a gótikus főhajó, és tönkrementek az üvegablakok is.

## Kincstár
Az aacheni dóm kincstára a világ egyik legjelentősebb templomi kincsgyűjteményét rejti magába. 1978-ban a dómmal együtt felkerült az UNESCO világörökségi listájára. A székesegyház kincstára a legkülönbözőbb korokból származó tárgyak gazdag tárháza a késő ókortól az újkorig. 1995-ben átalakított székesegyházi kincstárban a dóm kincstárának egy része látható.
A középkortól 1861-ig a székesegyházi kincstárat a Szent Máté-kápolnában lévő faliszekrényben őrizték. Miután a Szent Károly-kápolna 1861-ben nagyrészt elvesztette a funkcióját, mint a városba érkező fürdővendégek imaterme, a kincstárat itt rendezték be. Az értékes műtárgyakat azonban állagromlás miatt 1881-ben a magyar kápolnába költöztették, ahol 1929-ig az erre a célra készített faliszekrényekben őrizték őket. Miután az Armseelen-kápolna árkádjait lezárták, a dóm kincseit kezdetben ideiglenesen ott tárolták. A helyiséget 1931-ig észak felé bővítették és riasztórendszerrel látták el. A háborús károk kijavítása után a kincstárat 1946-ban nyitották meg újra, majd 1958-ban ismét átalakították.
A mai kiállítás mintegy 100 kiállítási tárgyának prezentálásának fókuszában a Nagy Károly környezetéből származó műalkotások bemutatása áll. Az értékes aranyműves munkák, elefántcsontfaragványok, kéziratok, különösen a karoling kori könyvillumináció művei mellett a kincstár kiterjedt textilkincset és értékes miseruhák gyűjteményét is őrzi. A kincstárban kiállított műtárgyakon kívül az aacheni dóm kincstára a székesegyház művészettörténetileg olyan jelentős berendezési tárgyait is magában foglalja, mint például a királyi trónt, a Barbarossa-csillárt, az ereklyetartókat, a Pala d'oro-t és II. Henrik ambóját.
Nagy Lajos király az 1367-ben és 1381-ben felvett leltárak szerint két táblaképet a magyar kápolnának adományozott, egy harmadikat pedig a katedrálisnak. Ezeket is a kincstárban őrzik, ahol többek közt Nagy Károly ezüstkoporsója, aranyzománc mellszobra és vadászkürtje is megtekinthető. A képek azonban már nem az eredeti állapotban vannak, egy a kápolna újjáépítését követően, 1767-ben készült leírás szerint a festmények már olyan rossz állapotban voltak, hogy másolatokkal kellett helyettesíteni őket. A Madonna a gyermekkel, valamint a Mária megkoronázása című képeknek tehát csak a pompás ötvösművű keretezése 14. századi, maguk a keretben található festmények 18. századi másolatok, melyek a dóm kincstárának első emeletén láthatók.

## Szent István szobra

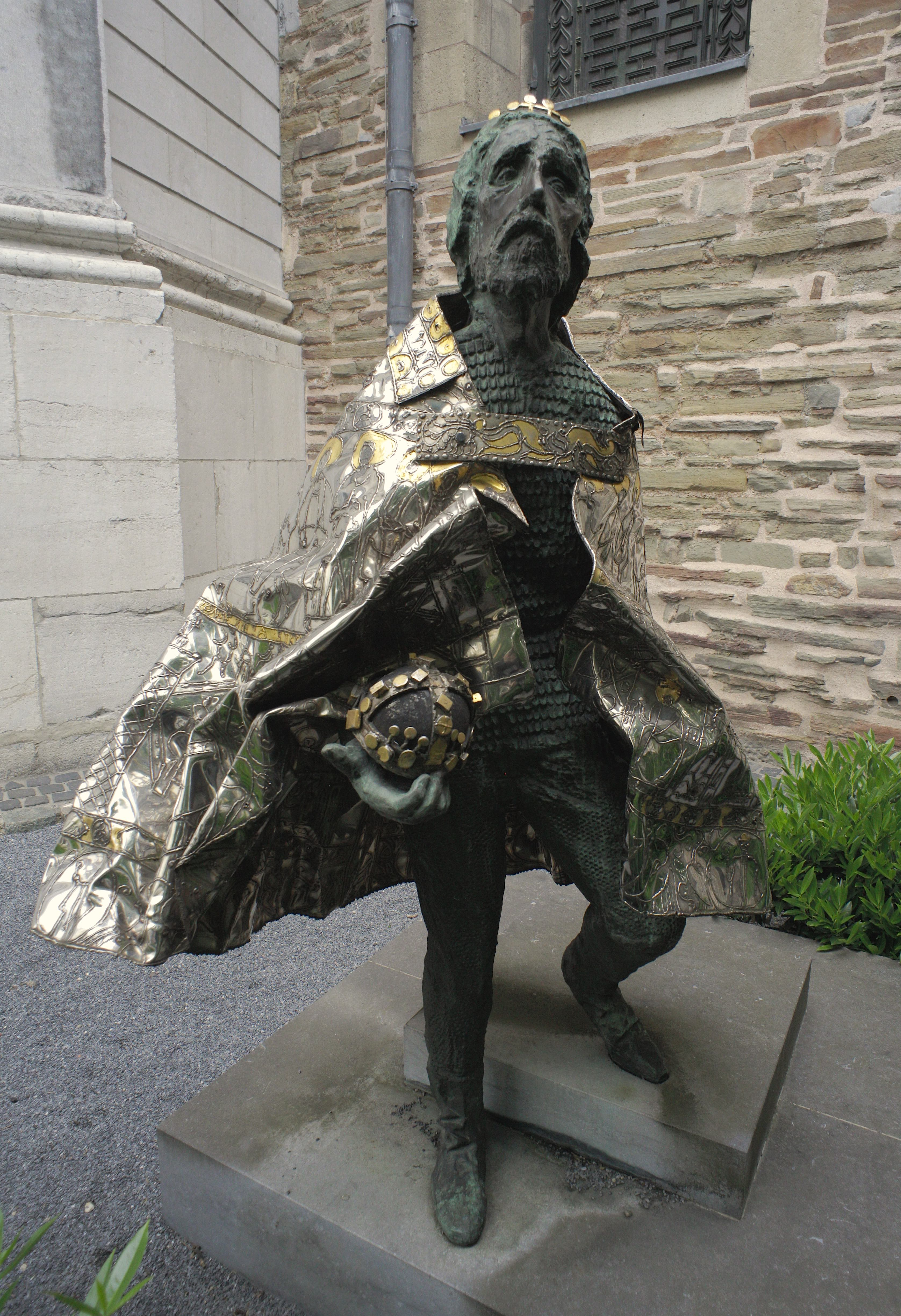
Szent István szobra a dóm kertjében, Varga Imre alkotása

A dóm kertjében áll Szent István király bronzszobra. Varga Imre alkotását a hétévente megrendezett aacheni  búcsúk sorában az 1993-as Heiligtumsfahrthoz kötődően Magyarország adományozta. A szobrot magyar zarándokok kíséretében Antall József miniszterelnök avatta fel.
Az alkotás az egyik liliomfa alatt nemcsak kintről, a tér felől, de a keritésen belül a kertben is megtekinthető, a kertkapu mindig nyitva áll.

## Mondák
Az aacheni dómhoz több monda és legenda kapcsolódik. Az egyik magáról a dóm építéséről szól: eszerint az aacheni polgárok az építés során megszorultak pénz dolgában. Ugyan Nagy Károlynak volt elég pénze, de ő úton volt valahol a birodalomban, és nem lehetett elérni. Ekkor az ördög felajánlotta segítségét azzal a feltétellel, hogy megkapja annak a lelkét, aki elsőnek belép a dómba. Nyilván annak a lelkére spekulált, aki a dómot felszenteli. Amikor a dóm elkészült, és Nagy Károly III. Leó pápával a felszentelési misére készült, senki nem mert belépni. Az ördög becsapására az aacheni városi erdőből idekergettek egy farkast, keresztül a dóm bejáratán. Az ördög mohóságában rávetette magát az állatra és elragadta a lelkét, még mielőtt észrevette volna a csalást. Ezután félelmetes üvöltéssel kirohant a dómból, és közben úgy becsapta a nehéz bronzkapukat, hogy a jobb oldali ajtó fogantyúja a kezében maradt.
Később az ördög bosszút akart állni az aacheniakon, és két zsák homokot hozott, hogy majd szétszórja a város fölött. A város előtt megállt pihenni a nagy forróság miatt. Arra jött egy kofa, aki már eladta a zöldségét az aacheni piacon. Az ördög megkérdezte tőle, hogy milyen messze van még a város. A kofa azonban ravasz volt, és rögtön látta, milyen urasággal van dolga. Azt válaszolta, hogy a város még igen-igen messze van, és megmutatta a cipőjét, amely már elég elnyűtt volt, azt állítván, hogy most vette újonnan Aachenben. Akkor az ördög mérgesen felugrott és kiürítette a homokzsákjait. Ezért van Aachen közelében két domb, amelyet „Ravaszdombnak” neveznek. A jelenetet megörökítették egy bronzplasztikán, ami ma a Ravaszdombon látható.
Egy másik legenda szerint az ördög csak Heiden közeléig jutott el, és ott rakta le az aacheni dóm elpusztítására szánt sziklákat, amelyeket azóta  Ördögszikláknak neveznek.
Ma a nyugati kapuzaton található a nőstényfarkas képe, amelyet az aacheniek a mondabeli farkassal azonosítanak, és amelynek lyuk van a mellén – ezen lyukon keresztül költözött be az ördög. Valójában a bronz dombormű valószínűleg római eredetű és a 2. századból származik, és a Romulust és Remust tápláló nőstényfarkast szimbolizálta – Nagy Károly ezzel akarta kifejezésre juttatni az új római birodalomra támasztott igényét.